# Hailie Deegan
Hailie Rochelle Deegan (Temecula, Californië, 18 juli 2001) is een Amerikaans autocoureur. Haar vader Brian en broer Haiden zijn motorcrossers.

## Carrière

### Off-road
Deegan begon haar carrière in de motorsport op zevenjarige leeftijd op een dirtbike. Voor haar achtste verjaardag kreeg zij een Trophy Kart, waarmee zij haar autosportdebuut kon maken in het short course off-road racing. In 2009 won zij haar eerste race in de Trophy Kart-klasse van de SXS Stadium Series. Ook kwam zij uit in de Junior 1 Karts-klasse van de Lucas Oil Off Road Racing Series (LOORRS). In 2013 werd zij in de Junior 2 Karts-klasse de eerste vrouwelijke coureur die een LOORRS-kampioenschap won. In 2015 werd zij regionaal kampioen in de Modified Kart-klasse en een jaar later werd zij hierin nationaal kampioen. In 2017 stapte zij binnen de LOORRS over naar de Pro Lite-klasse.
Na haar overstap naar het circuitracen keerde Deegan af en toe terug naar de off-roadracerij. In 2021 nam zij deel aan twee evenementen van de SXS-klasse van de Nitro Rallycross, waarin zij vierde en vijfde werd. In 2022 reed zij in de Unlimited Truck Spec-klasse van de Mint 400.

### Circuitracen
In 2016 maakte Deegan haar debuut op het circuit in het legends car racing bij het team Rev Racing. In 2017 reed zij twee races in de CARS Super Late Model Tour.

#### NASCAR
In 2016 werd Deegan benoemd tot lid van het Drive for Diversity-programma van de NASCAR. Het jaar daarop nam zij deel aan de NASCAR Next-klasse en kreeg zij tevens de NASCAR Diversity Young Racer Award. Ook werd zij opgenomen in het opleidingsprogramma van Toyota. In 2018 maakte zij haar debuut in de NASCAR K&N Pro Series West bij het team Bill McAnally Racing (BMR). Voor hetzelfde team zou zij een aantal races rijden in de NASCAR K&N Pro Series East. Op de Douglas County Speedway stond zij voor het eerst op het podium in het West-kampioenschap. Ook op het Las Vegas Motor Speedway Dirt Track stond zij op het podium, nadat zij haar eerste pole position behaalde. Op de Meridan Speedway won zij haar eerste race in de klasse, waarmee zij de eerste vrouwelijke coureur werd die op dit niveau zegevierde. Met 514 punten werd zij vijfde in de eindstand als de beste rookie van het jaar.

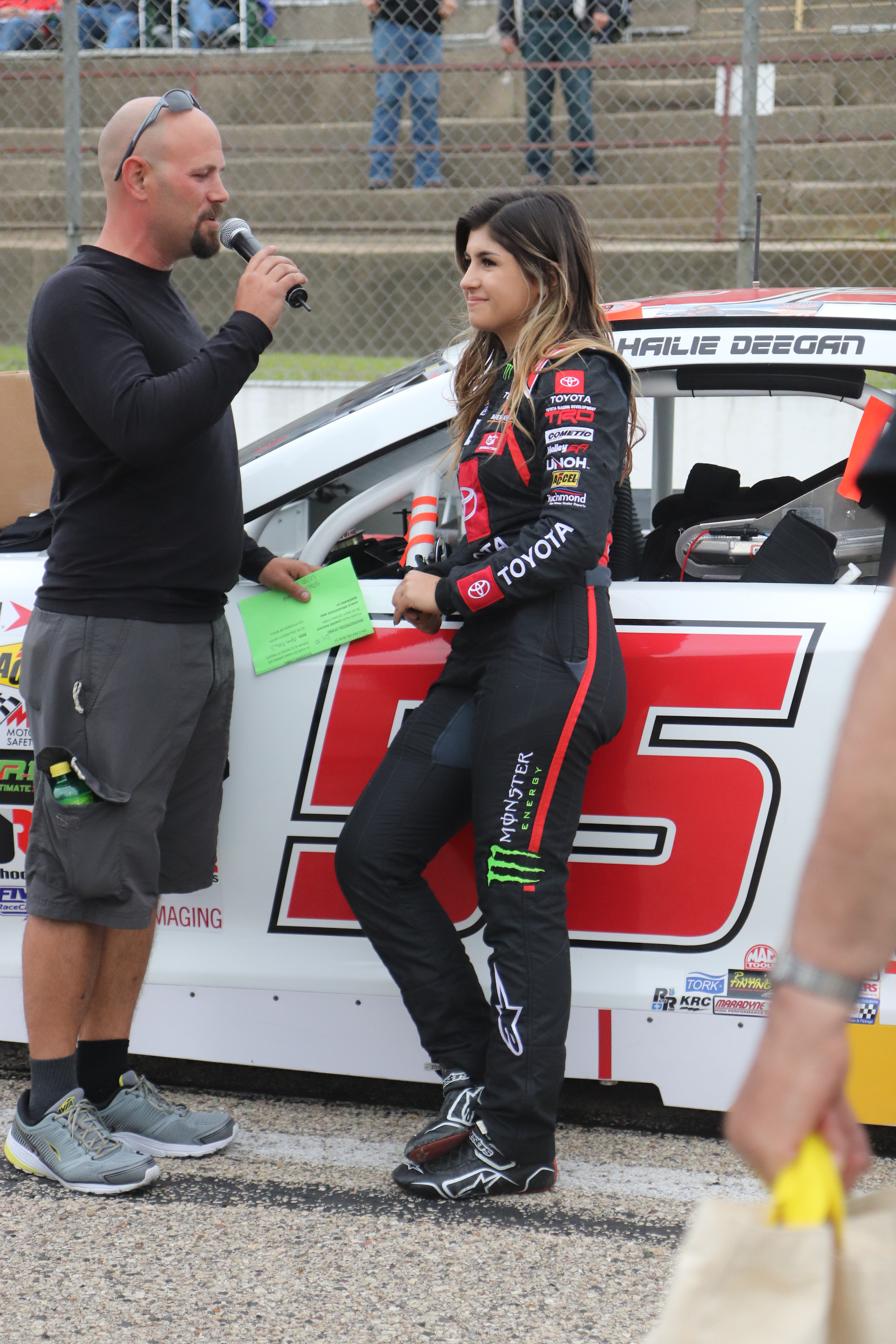
Hailie Deegan op de Madison International Speedway in 2019.

In 2019 bleef Deegan actief in zowel de K&N West- als East Series bij BMR. In de East Series reed zij ditmaal het grootste deel van het seizoen, waarin negende plaatsen op de Bristol Motor Speedway en de World Wide Technology Raceway at Gateway haar beste resultaten waren en zij met 258 punten tiende in de eindstand werd. In de West Series reed zij wederom alle races. Zij behaalde twee overwinningen in Las Vegas en op de Colorado National Speedway en stond tevens op de Tucson Speedway, Douglas, de All American Speedway en de Kevin Harvick's Kern Raceway op het podium. Met 539 punten werd zij achter Derek Kraus en Jagger Jones derde in het kampioenschap. Tevens reed zij voor Venturini Motorsports in zes races van de ARCA Menards Series, waarin een vijfde plaats op Lucas Oil Indianapolis haar beste race-uitslag was. Aan het eind van het jaar stapte zij over van het opleidingsprogramma van Toyota naar dat van Ford.
In 2020 reed Deegan het volledige seizoen in de ARCA Menards Series bij het team DGR-Crosley. In de eerste race van het jaar op de Daytona International Speedway behaalde zij direct haar eerste podiumfinish. Ook op Indianapolis en de Illinois State Fairgrounds Racetrack stond zij op het podium. Met 937 punten werd zij derde in het eindklassement als de beste rookie van het jaar. Aan het eind van het jaar debuteerde zij in de NASCAR Truck Series in de race op de Kansas Speedway, waarin zij zestiende werd.
In 2021 reed Deegan het volledige seizoen in de Truck Series bij het hernoemde David Gilliland Racing. Zij behaalde haar eerste en enige top 10-finish van het seizoen op Gateway en werd met 360 punten zeventiende in het klassement. Ook werd zij door fans verkozen tot de populairste coureur van het jaar.
In 2022 bleef Deegan actief in de Truck Series bij Gilliland. Zij eindigde tweemaal in de top 10 met een tiende plaats op de Mid-Ohio Sports Car Course en een zesde plaats op de Talladega Superspeedway. Desondanks zakte zij naar plaats 21 in het eindklassement met 349 punten. Ook maakte zij voor SS-Green Light Racing haar debuut in de NASCAR Xfinity Series in de race in Las Vegas, waarin zij dertiende werd.

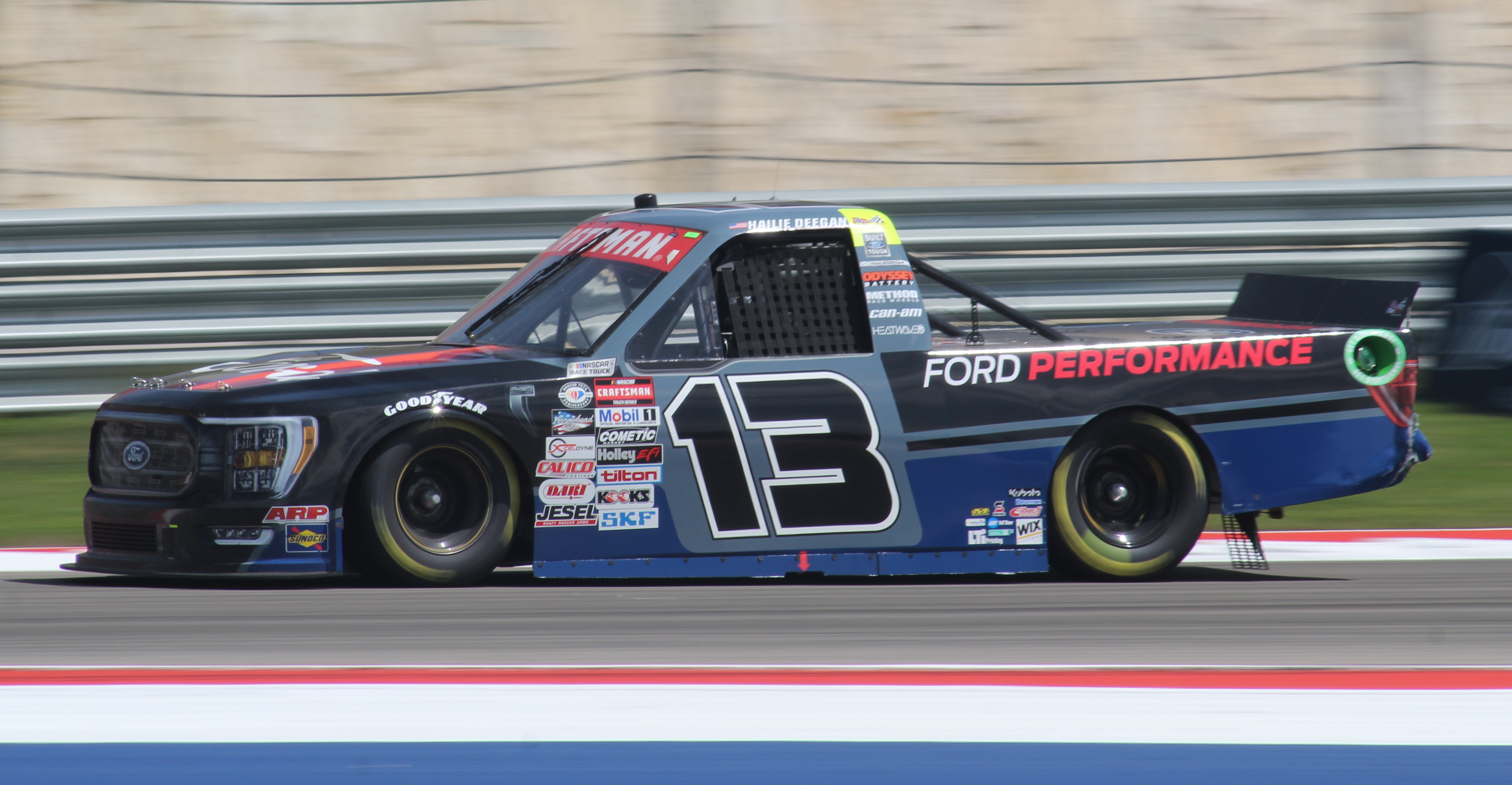
Hailie Deegan op het Circuit of the Americas in 2023.

In 2023 stapte Deegan binnen de Truck Series over naar het team ThorSport Racing. Zij behaalde wederom twee top 10-finishes, ditmaal met een zesde plaats op de Texas Motor Speedway en een achtste plaats op Talladega. Met 385 punten werd zij negentiende in het kampioenschap.
In 2024 tekende Deegan een meerjarig contract met AM Racing om deel te nemen aan de Xfinity Series. Halverwege het seizoen, waarin een twaalfde plaats op Talladega haar beste resultaat was, werd zij vanwege teleurstellende resultaten aan de kant gezet door het team.

#### IMSA
In 2020 maakte Deegan haar debuut in de enduranceracerij in de IMSA Michelin Pilot Challenge bij het team Multimatic Motorsports. Samen met Chase Briscoe nam zij deel aan de seizoensopener op Daytona, waarin zij niet aan de finish kwam. Op Laguna Seca keerde zij terug in het kampioenschap en werd zij samen met Sebastian Priaulx elfde in de GT4-klasse.
In 2022 keerde Deegan terug naar de Michelin Pilot Challenge, waarin zij samen met Briscoe op Daytona voor PF Racing op plaats 24 eindigde. In 2023 eindigde zij in dezelfde race samen met Ben Rhodes als derde.

#### Superstar Racing Experience
In 2021 kwam Deegan uit in de nieuwe Superstar Racing Experience (SRX). In haar eerste race op de Knoxville Raceway werd zij tweede. Later dat jaar werd zij nog vierde op de Slinger Speedway. Zij eindigde als zesde in het klassement met 162 punten, al moet worden opgemerkt dat het kampioenschap de punten van haar regelmatige vervanger Tony Kanaan hierbij optelde.
In 2022 reed Deegan in twee races van de SRX, waarin een zesde plaats op de Stafford Motor Speedway haar beste race-uitslag was. In 2023 reed zij het gehele seizoen en behaalde zij een podiumfinish op de Eldora Speedway, waardoor zij met 140 punten zevende in de eindstand werd.

#### Formuleracing
In 2024 debuteerde Deegan in het formuleracing tijdens het laatste raceweekend van het Formula Regional Americas Championship op het Circuit of the Americas voor het team Toney Driver Development, waarin zij met een tiende plaats in de tweede race een kampioenschapspunt behaalde.
In 2025 maakt Deegan haar debuut in de Indy NXT bij het team HMD Motorsports.